# Клочков, Владислав Васильевич
Владислав Васильевич Клочков (род. 18 января 1978) — российский и белорусский хоккеист, нападающий. Функционер.

## Биография
Воспитанник новосибирскского хоккея. В сезоне 1994/95 дебютировал в чемпионате МХЛ за местную «Сибирь». Следующий сезон отыграл в петербургском СКА. Затем выступал в низших североамериканских лигах за клубы «Саскатун Блейдз» (WHL, 1996/97 — 1997/98), «Летбридж Харрикейнз» (WHL, 1997/98), «Чилливак Чифс» (BCHL, 1998/99), «Коламбус Коттонмаутс», «Мемфис РиверКингз» (обе — CHL, 1999/2000). В сентябре вернулся в «Сибирь», при этом сообщалось об аренде Клочкова у клуба «Чесапик». В следующем сезоне играл за «Металлург» Новокузнецк и «Мотор» Барнаул. В сезоне 2001/02 выступал за «Сибирь» и «Энергию» Кемерово. Перед сезоном 2002/03 вместе c главным тренером «Сибири-2» Виталием Стаиным перешёл в югославский клуб «Войводина». Вскоре вернувшись в Россию, стал играть за «Металлург» Серов. В следующем сезоне перешёл в белорусский «Химволокно» Могилёв. По ходу сезона 2004/05 перешёл в барнаульский «Мотор». В следующем сезоне вернулся в Белоруссию, где играл за команды «Неман» Гродно (2005/06, 2008/09), «Юность» Минск (2006/07 — 2007/08, 2009/10 — 2010/11, 2011/12), Юниор (2006/07, 2012/13), «Юность-Минск» (ВХЛ, 2012/13). Также выступал за «Титан» Клин (2011/12), «Динамо» Харьков (2012/13).
Работал в Федерации хоккея Белоруссии начальником юниорских и молодежных сборных. Возглавлял скаутско-агентский сектор при федерации, был спортивным директором ФХРБ.
В сезоне 2018/19 — директор по селекции «Торпедо» Нижний Новгород. С сезона 2020/21 — начальник команды «Динамо» Минск.